# Roberto Velázquez
Roberto Velázquez Martín (Oviedo 1949 - Madrid 3 de septiembre de 2015), fue un periodista, abogado y gestor cultural español que dirigió, entre otras instituciones, la Fundación Telefónica en Madrid.

## Trayectoria profesional
Estudió la carrera de Periodismo y de Derecho, trabajó en el diario español ABC en los años 70  llegando a ser redactor jefe,  así como en la Agencia EFE de cuyo consejo de administración formó parte. En los años 80 trabajó en comunicación de empresa y  gestión cultural, primero en el Banco Exterior de España, en la época de Francisco Fernández Ordóñez y posteriormente en Telefónica durante la presidencia de Luis Solana. En Telefónica ocupó diferentes cargos como director de Comunicación, Patrocinios y Mecenazgo y, años más tarde, entre 1998 y 2001, fue director general de la Fundación Telefónica. También fue director de la Fundación Arte y Tecnología de Telefónica.
Desde la dirección de la Fundación Telefónica programó exposiciones de artistas como del asturiano Luis Fernández y también de los artistas más relevantes en la investigación sobre los nuevos medios tecnológicos entre otros Daniel García Andújar en 1998,  Muntadas año 2000, Marisa González La Fábrica en el año 2000, Joan Fontcuberta con su exposición Securitas en el año 2001, Paloma Navares 2003 y colectivas como Otras Meninas exposición con 36 artistas que crearon reinterpretaciones artísticas de La Menina de Velázquez,
Su compromiso social  lo llevó a cabo mediante la dirección de comunicación y marketing de la Fundación de Ayuda contra la Drogadicción.
Velázquez también dirigió la comunicación corporativa de la aerolínea Iberia entre 2004 y 2013. Paralelamente creó y presidió la empresa Alerto Gestión Socio cultural, dedicada a la creación, diseño, gestión, producción y comunicación de proyectos culturales, artísticos y sociales. Su sociedad colaboró con la Fundación Príncipe de Asturias en la organización de una muestra con motivo del 25 aniversario de la entidad, en el año 2005.